# Фрэнсис, Нил (регбист)
Нил Фрэнсис (англ. Neil Francis, родился 17 марта 1964 года в Дублине) — ирландский регбист, выступавший на позиции лока или восьмого.

## Биография

### Игровая карьера
Выступал за клубы «Блэкрок Колледж», «Лондон Айриш», «Олд Бельведер» и «Ленстер». За сборную Ирландии сыграл 36 матчей; дебютный матч провёл 3 июня 1987 года в Брисбене против Тонга в рамках чемпионата мира. Участник трёх чемпионатов мира по регби 1987, 1991 и 1995 годов (все три раза его сборная выходила в четвертьфинал). Последнюю игру провёл 20 января 1996 года в Дублине на «Лэнсдаун Роуд» против Шотландии. За карьеру сыграл 36 матчей и набрал 20 очков, из них 10 на чемпионатах мира — в 1995 году занёс попытку в игре против Японии, выйдя из мола и стянув на себя трёх японцев. 22 апреля 1990 года Фрэнсис сыграл товарищеский матч в составе «Британских и ирландских львов» (как «сборная четырёх союзов») против сборной других стран Европы (победа британско-ирландской сборной со счётом 43:18). По окончании игровой карьеры стал журналистом, освещающим события регбийного мира, прославившись как один из наиболее скандальных участников.

### Стиль игры
Отмечался нередко грубой игрой и участием в драках и мелких стычках. 18 января 1992 года в матче-открытии Кубка пяти наций против Уэльса дебютант в составе валлийцев, лок Тони Копси во время розыгрыша очередного коридора с размаху заехал рукой Фрэнсису по лицу, завалив его на землю. По воспоминаниям капитана сборной Уэльса Юэна Эванса, судья Фред Ховард обругал Копси за подобные действия, однако после заступничества Эванса не решился удалять провинившегося с поля, и в итоге Уэльс благодаря оставшемуся на поле Копси победил со счётом 16:15. Через три года в матче вторых сборных Фрэнсис «отомстил» Копси, ударив его в лицо, однако в результате между игроками завязалась потасовка, а капитану сборной, восьмого Роджеру Уилсону разбили нос. После игры Копси и Фрэнсис помирились в баре баре.
10 июня 1995 года в четвертьфинале против Франции, который ирландцы проиграли 12:36, во время розыгрыша коридора французами ударил кулаком Кристиана Калифано, за что судья назначил штрафной, реализованный Тьерри Лакруа.

### Скандальные высказывания
16 февраля 2014 года Фрэнсис в интервью радиостанции Newstalk, отвечая на вопрос Джо Моллоя о том, какова доля представителей сексуальных меньшинств, занимающихся спортом, ответил, что она не может превышать 10% и что «там не наберётся даже одного процента». На следующий день он принёс извинения за необдуманные высказывания.
В ноябре 2019 года Фрэнсис подверг сомнению честность победы сборной ЮАР на чемпионате мира в Японии, заявив, что победу «обеспечили стероиды».